# 프레디의 피자가게: 얼티밋 커스텀 나이트
 《프레디의 피자가게: 얼티밋 커스텀 나이트》(Ultimate Custom Night, UCN)은 스콧 코슨이 만든 프레디의 피자가게 시리즈를 통틀어 최종작이다. 이 게임은 프레디의 피자가게: 피자가게 시뮬레이터와 더불어 가격이 무료인 게임이다.
이 게임의 목적은 시리즈에 등장하는 약 50개의 애니매트로닉스의 난이도를 조작하여 가장 높은 궁극의 스코어, 10600점을 달성하는 것이라 볼 수 있다. 그리고 과거에 흉악한 윌리엄 애프톤이 성불한 뒤에 지옥에 떨어져 자신이 만든모든 애니매트로닉스들을 상대하는 것이라는 스토리도 있다.
각 애니매트로닉스의 설정 가능한 난이도는 각 20까지, 난이도 1이 올라갈때마다 10점을 추가한다. 최고 점수는 10600점이다.
디디만 추가할 수 있는 애니매트로닉스는 각각 1명당 100점을준다.

## 기타
- 점수에 따라 새로운 사무실을 잠금 해제 가능하다.
- 게임 오버나 클리어 시 랜덤으로 도움이 되는 부스트를 준다.
- 플레이 도중 맵 여기저기에 떨어져 있는 코인을 주울 수 있는데, 나중 특정한 애니매트로닉스를 막기 위한 인형이나 특정한 애니마트로닉을 이번 라운드에서 없앨 수 있는 데스 코인으로 교환 가능하다.
- 일정 애니매트로닉스에게 게임 오버되면 그 애니매트로닉스의 목소리를 들을 수 있다. 궁금하면 들을 것.
- 스콧 코슨이 전작들과 똑같이 이스터에그를 넣었으니 찾아보도록 하자. 또는 검색해보거나.

- 1000점 이상의 하이스코어를 넘기면 가끔 컷신이 나오기도 한다.

- 딱히 스토리는 없지만 윌리엄 애프튼의 지옥이라는 추측이 많다.